# Dionigi di Borgo San Sepolcro
Dionigi da Borgo San Sepolcro; alias Dionisio Roberti (Sansepolcro, 1300 circa – Napoli, 31 marzo 1342) è stato un teologo agostiniano, vescovo di Monopoli dal 1340 alla morte. È stato sia il confessore di Petrarca che l'insegnante di Boccaccio all'inizio dei suoi studi umanistici.

## Biografia

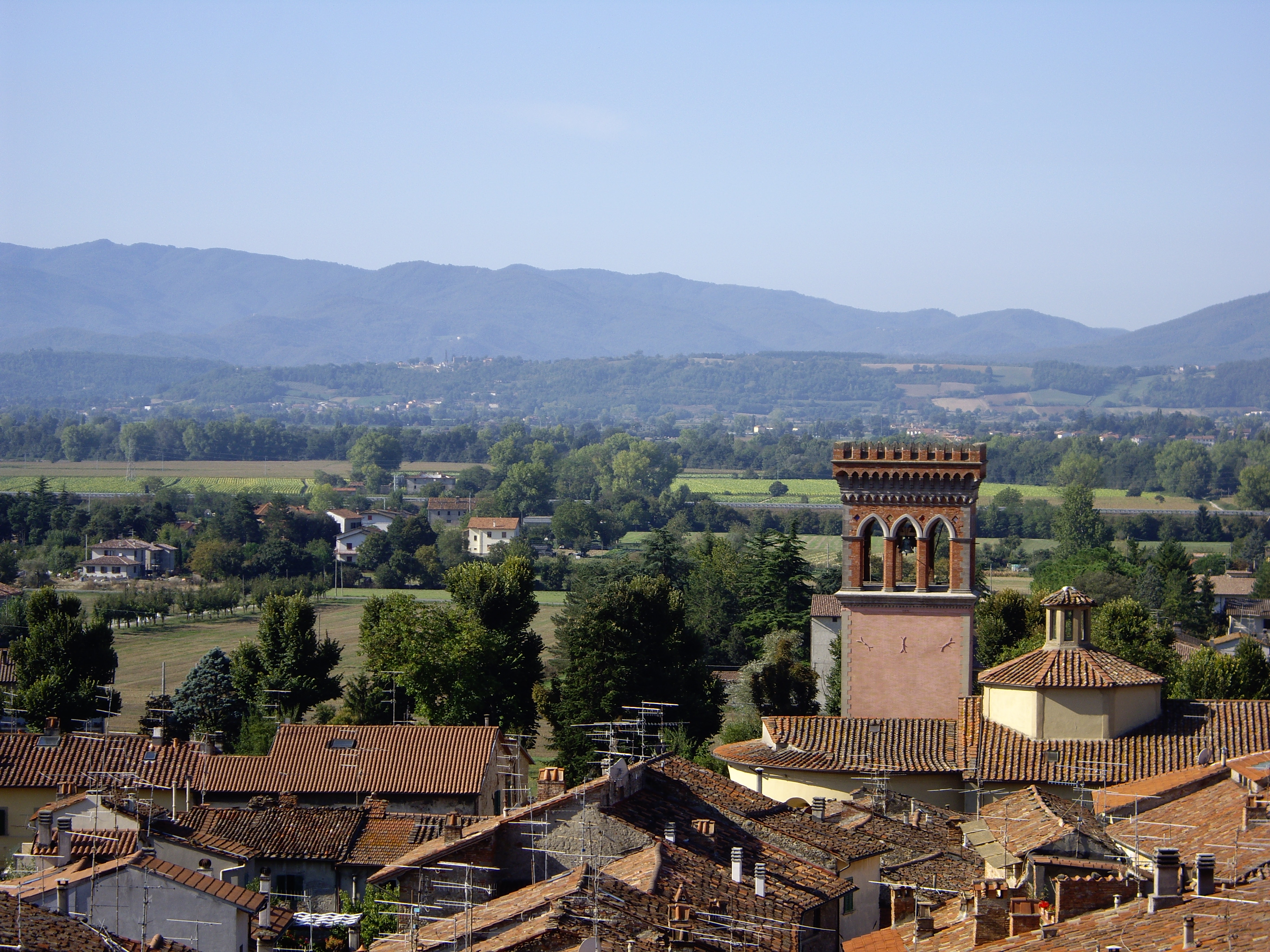
Vista di Sansepolcro

Il suo appellativo 'da Borgo Sansepolcro' (oggi Sansepolcro, in Toscana) è tipico degli ordini mendicanti, e indica normalmente o il luogo di nascita, come in questo caso, o il convento in cui sono stati emessi i primi voti religiosi. Sul suo vero cognome non ci sono certezze, ma tradizionalmente è considerato della famiglia De' Roberti, documentata a Sansepolcro dalla fine del XIII secolo.
Dionigi entrò nel convento agostiniano di Sansepolcro, fondato negli anni '40 del XIII secolo e trasferito entro le mura nel 1281. Fu mandato a studiare teologia alla Sorbona a Parigi, dove conseguì il grado accademico del baccalaureato nel 1317-8, il dottorato nel 1324.
Mentre si trovava a Parigi, si interessò alla pratica dell'astrologia, e predisse l'inaspettata morte di Castruccio Castracani: Giovanni Villani gli aveva scritto le ultime notizie dall'Italia, molto preoccupato di ciò che Castracani e l'imperatore Ludovico il Bavaro stavano per fare; Dionigi rispose che nessuno degli avvenimenti che lui pronosticava si sarebbe realizzato, a causa dell'imminente morte di Castracani — cosa che si rivelò vera.

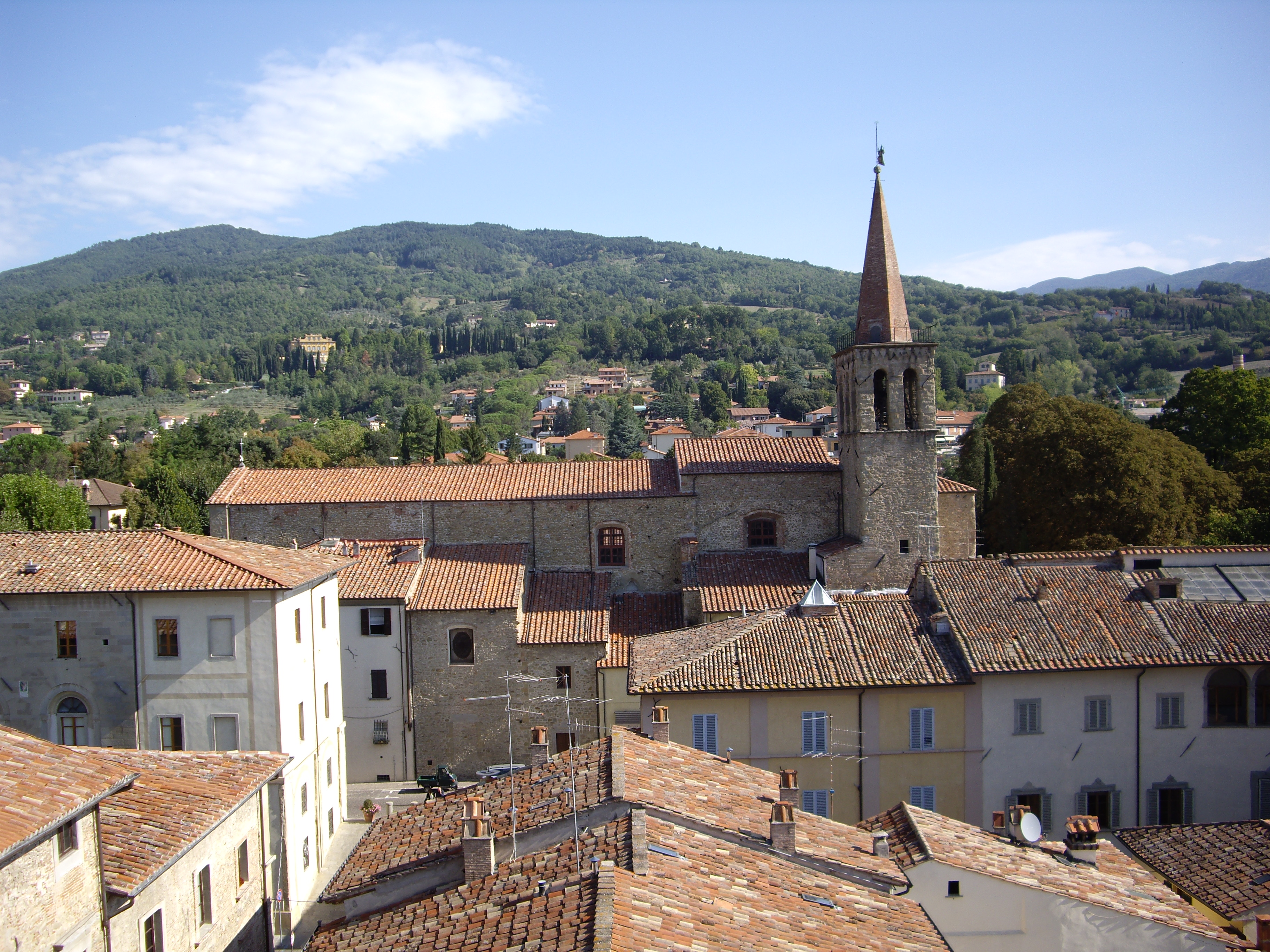
Chiesa di San Francesco

Acquisì i titoli di diffinitor e magister sacrae paginae, nonostante questi siano raramente attestati; potrebbe aver lasciato l'Università di Parigi. Viaggiò molto: nel 1329 prese parte ad una non meglio identificata missione per il cardinale Napoleone Orsini, nel 1332 era a Venezia, nel 1333 trascorse molto tempo ad Avignone, e insegnò nel locale collegio retto dagli agostiniani. Nel 1335 era in Grasse. Nel 1337 andò a Firenze; nell'ottobre del 1338 si recò a Napoli, e in quel regno rimase per il resto della sua vita.
A Napoli visse nel convento agostiniano, e fu testimone di un atto di donazione eseguito nell'ottobre 1339. A Napoli, in quel periodo, c'erano molti altri intellettuali, come Andalò del Negro, Paolo Minorita, Niccolò Acciaiuoli, Paolo dell'Abbaco, Paolo da Perugia, Graziolo de' Bambaglioli, e Cino da Pistoia.
Si accattivò le grazie del re Roberto d'Angiò - uomo dotto e munifico mecenate - per le sue conoscenze astrologiche e di latino; nell'inverno del 1338, Roberto lo incaricò di dirimere una contesa tra fazioni di cittadini dell'Aquila. Il 17 marzo 1340, fu consacrato vescovo di Monopoli, su richiesta del Re; ancora sopravvive, nella corrispondenza privata di papa Benedetto XII la deroga di un matrimonio, da lui firmata.
Morì a Napoli il 31 marzo 1342; Petrarca fu l'autore del suo epitaffio.

## L'amicizia con Petrarca
Dionigi era stato il confessore di Francesco Petrarca durante il suo soggiorno ad Avignone, e Petrarca gli scrisse tre lettere. La maggior parte delle informazioni che abbiamo di Dionigi sono dedotte da questa corrispondenza; su queste informazioni i pareri non sono unanimi. Moschella ritiene, ad esempio, che Petrarca gli fu presentato nel 1333 da Giacomo Colonna, ma secondo altre congetture Petrarca lo incontrò per la prima volta a Parigi.
Dionigi raccomandò la lettura delle Confessioni di Agostino a Petrarca, che non le conosceva; Dionigi gliene diede una copia tascabile, che Petrarca dice di essersi sempre portato dietro dovunque. Secondo il Moschella l'influenza che Dionigi esercitò su Petrarca nella sua crisi morale su Laura, portò il poeta sostanzialmente ad una conversione.
Petrarca indirizzò il suo lungo resoconto della scalata del Monte Ventoso proprio a Dionigi. Dionigi contribuì, inoltre, a convincere il re Roberto d'Angiò a concedere a Petrarca la corona d'alloro, simbolo della laurea di magno poeta et historicus: Petrarca l'aveva invitato da lui a Valchiusa di ritorno da Napoli nel 1338, in una lettera in versi piena di adulazione per il re. Quando Dionigi arrivò a Napoli, riuscì a convincere re Roberto a scrivere a Petrarca, e questi rispose ad entrambi, congratulandosi con Dionigi per il fatto di godere del favore di un re così famoso, e ricordandogli in un poscritto: «Tu sai ciò che penso dell'alloro.»
Dionigi predispose anche la visita di Petrarca a Napoli nel febbraio del 1341, quando re Roberto gli fece una sorta di esame per l'idoneità alla carica di poeta.

## Rapporti con Boccaccio
Giovanni Boccaccio aveva vissuto a Napoli, ed era stato introdotto alla corte di re Roberto sin dal 1327, quando aveva quattordici anni. Ritornò a Firenze, probabilmente verso la fine degli anni '40 del 1300, e lì scrisse una lettera in cui
esprimeva sconforto per la morte del suo "reverendo padre e maestro", Dionigi; la sua morte non gli aveva lasciato - egli scrive - nulla al mondo. Dionigi lo aveva accostato all'opera di Sant'Agostino, Seneca e Petrarca; Branca presume anche che gli insegnò la poesia in dialetto e la prosa in rima.
Probabilmente fu lui a far conoscere Petrarca e Boccaccio, i due "grandi" della letteratura italiana, il cui vincolo di amicizia durerà per tutta la vita.

## Opere
La maggior parte degli scritti di Dionigi sono andati perduti. Ci restano:
- Un commentario al primo libro delle Sententiae di Pietro Lombardo (su cui, com'era d'uso, aveva scritto la sua tesi di baccalaureato)
- Un trattato di logica
- Un commentario all'Economico di Aristotele
- Un commentario all'opera di Valerio Massimo

Quest'ultimo è stato stampato a Strasburgo nel 1470. Altri commentari gli sono stati attribuiti.

## La memoria
Molto viva è la memoria di Dionigi, anche a motivo della citazione dell'epistola petrarchesca sull'ascensione al Monte Ventoso pubblicata in pressoché tutte le antologie della letteratura italiana e nei manuali di storia letteraria.
Il ricordo del personaggio è particolarmente sentito a Sansepolcro, sua città natale, dove gli sono state intitolate una via nel quartiere Le Forche, alla periferia ovest, nel 1959, la Biblioteca Comunale nel 2012 e una lapide commemorativa nel loggiato del palazzo comunale nel 2013. Inoltre, dal 1992 il Comune di Sansepolcro assegna annualmente il Premio Dionisio Roberti agli studenti meritevoli delle scuole secondarie di primo e secondo grado.